# 8999 Tashadunn
A 8999 Tashadunn (ideiglenes jelöléssel (8999) 1981 EJ28) a Naprendszer kisbolygóövében található aszteroida. Schelte J. Bus fedezte fel 1981. március 2-án.